# 北大西洋振動

毎年冬の北大西洋振動（NAO）指数の推移

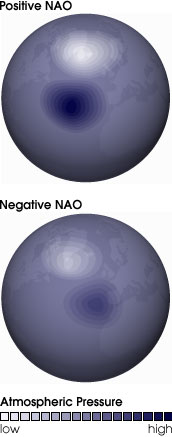
NAOの変動と気圧配置。上が正指数、下が負指数。また白が低気圧、濃い青が高気圧を表す。

北大西洋振動（きたたいせいようしんどう、North Atlantic Oscillation：NAO）とは北大西洋のアイスランド低気圧とアゾレス高気圧の間で、気圧が伴って変動する現象である。
気圧自体はもとより、低気圧や高気圧の位置もやや変化する。これらの変化は、北大西洋周辺地域の偏西風をはじめとした風や低気圧の進路に大きく影響を与える。北極振動（AO）との相関性が深く、NAOはAOの一部だとする見方もある。

## 概要
NAOは、ギルバート・ウォーカーによって1920年代に発見された。太平洋赤道部のエルニーニョ・南方振動（ENSO）と同じテレコネクションの一種で、大気と海洋の相互作用により発生する。
アイスランド低気圧とは長期的に気圧の分布を見たときに常に低圧となっている部分がアイスランド付近を中心に東西に分布していることに由来しており、この低圧部分をこう呼んでいる。アゾレス高気圧も同じで、アゾレス諸島付近が中心なのでこう呼んでいる。
大西洋上を吹く偏西風などの西風は、ヨーロッパに湿った空気を運んでいる。偏西風が強い年は冷夏になりやすく、冬は天候が穏やかで雨の日が多い傾向にある。特に、中欧や大西洋に面した欧州（西欧、北欧の一部）では冷夏と温和多湿な冬になるとされている。偏西風が弱い年は熱波や寒波が長期化しやすく気温の上下が極端で、雨が少ない傾向にある。特に中欧では厳冬になり、低気圧の進路が南下して地中海沿岸の南欧や北アフリカでは荒天や雨が多くなる。
偏西風を左右する気圧や気圧配置の変化は、北大西洋振動指数（NAO index）として数値化されている。この指数は、アイスランド低気圧とアゾレス高気圧の間の気圧差を表すものである。平年値を基準（0）にしており指数が正（+）の場合は気圧差が大きく、負（-）の場合は気圧差が小さい。
冬から初春にあたる11～4月の間は特にNAOと天候との関係が他の時期よりも強くなり、影響力が増す。
西欧ほどではないが、NAOは北アメリカ東部でも天候に影響力を持っている。冬に指数が正となった場合、アイスランド低気圧に向かって吹き込む西風や南風が北米大陸の東半分に影響を及ぼすため北極からの寒気団の南下が抑えられる。これにENSOの影響が加わった場合、アメリカやカナダ南部では非常に暖かい冬になることがある。

## 影響
1970年代後半以降、NAO指数は正を示すことが多くなった。これにより大西洋北西部では海水温が低下し、低温に適したラブラドル海産ズワイガニの漁獲量が増えている。
一方で寒冷化により同海域はタラの生息に適した水温を下回り、NAO指数が大きく正に振れた1990年代前半にはタラ漁が大打撃を受けた。北海では指数が正となると海水温が上昇する傾向にあり、同様にタラの生息に適した水温を上回って生息数が減っている。
アメリカ東部では、NAO指数が正になると降水量が増える。これにより海の表層水の温度が上がるとともに塩分濃度が低下するため、湧昇が抑えられて栄養分が減少する。メイン湾やジョージバンクではタラの漁獲量が減少している。
またNAO指数の変動とセントキルダ群島のソーイ島に生息するソーイ羊（Soay sheep）の生息数には、強い相関性があるという研究結果もある。